# Elecciones presidenciales de Estonia de 2021
Las elecciones presidenciales de Estonia de 2021 se llevaron a cabo el 30 de agosto (primera ronda) y el 31 de agosto (segunda ronda). El Parlamento de Estonia eligió a una persona para ocupar el cargo de Presidente. La titular Kersti Kaljulaid era elegible para un segundo mandato, sin embargo, no fue nominada por ningún partido político.

## Candidatos
Los aspirantes a candidatos deben ser nominados por una quinta parte de los miembros del Riigikogu (21 parlamentarios) para poder presentarse oficialmente como candidatos.

### Nominado
La siguiente persona recibió la cantidad necesaria de votos para su nominación:
| Candidato | Candidato  | Partido       | Votos del Riigikogu |
| --------- | ---------- | ------------- | ------------------- |
|           | Alar Karis | Independiente | 59/101              |

### No nominados
| Candidato        | Partido                     | Ref.  |
| ---------------- | --------------------------- | ----- |
| Kersti Kaljulaid | Independiente               | [ 1 ] |
| Kaimar Karu      | Independiente               | [ 2 ] |
| Indrek Laul      | Independiente               | [ 3 ] |
| Henn Põlluaas    | Partido Popular Conservador | [ 4 ] |
| Tarmo Soomere    | Independiente               | [ 5 ] |

## Resultados
| Candidato       | Candidato       | Partido         | Primera ronda | Primera ronda | Segunda ronda | Segunda ronda |
| Candidato       | Candidato       | Partido         | Votos         | %             | Votos         | %             |
| --------------- | --------------- | --------------- | ------------- | ------------- | ------------- | ------------- |
|                 | Alar Karis      | Independiente   | 63            | 79.75         | 72            | 90.00         |
|                 |                 |                 |               |               |               |               |
| Votos válidos   | Votos válidos   | Votos válidos   | 63            | 79.75         | 72            | 90.00         |
| Votos en blanco | Votos en blanco | Votos en blanco | 16            | 20.25         | 8             | 10.00         |
| Votos nulos     | Votos nulos     | Votos nulos     | 0             | 0.00          | 0             | 0.00          |
| Total           | Total           | Total           | 79            | 100           | 80            | 100           |
| Abstenciones    | Abstenciones    | Abstenciones    | 22            | 21.78         | 21            | 20.79         |
| Registrados     | Registrados     | Participación   | 101           | 78.22         | 101           | 79.21         |